# Újezd u Tišnova
Újezd u Tišnova je obec v okrese Brno-venkov v Jihomoravském kraji. Rozkládá se v Křižanovské vrchovině, přibližně 7 kilometrů severozápadně od Tišnova. Žije zde 137 obyvatel.

## Historie
První písemná zmínka o obci pochází z roku 1334. Od 50. let 20. století do roku 1990 byl Újezd u Tišnova součástí Horních Louček.
K 1. lednu 2005 byla obec Újezd u Tišnova společně s dalšími 23 obcemi převedena z okresu Žďár nad Sázavou (Kraj Vysočina) do okresu Brno-venkov (Jihomoravský kraj).

## Obyvatelstvo
| Rok            | 1869 | 1880 | 1890 | 1900 | 1910 | 1921 | 1930 | 1950 | 1961 | 1970 | 1980 | 1991 | 2001 | 2011 | 2021 |
| -------------- | ---- | ---- | ---- | ---- | ---- | ---- | ---- | ---- | ---- | ---- | ---- | ---- | ---- | ---- | ---- |
| Počet obyvatel | 157  | 164  | 190  | 235  | 251  | 239  | 225  | 202  | 197  | 182  | 148  | 109  | 116  | 125  | 134  |
| Počet domů     | 21   | 21   | 27   | 32   | 36   | 35   | 39   | 43   | 41   | 41   | 37   | 44   | 44   | 45   | 48   |

Vývoj počtu obyvatel

## Pamětihodnosti
- Filiální kostel sv. Jiljí
- zaniklý hrad

## Galerie

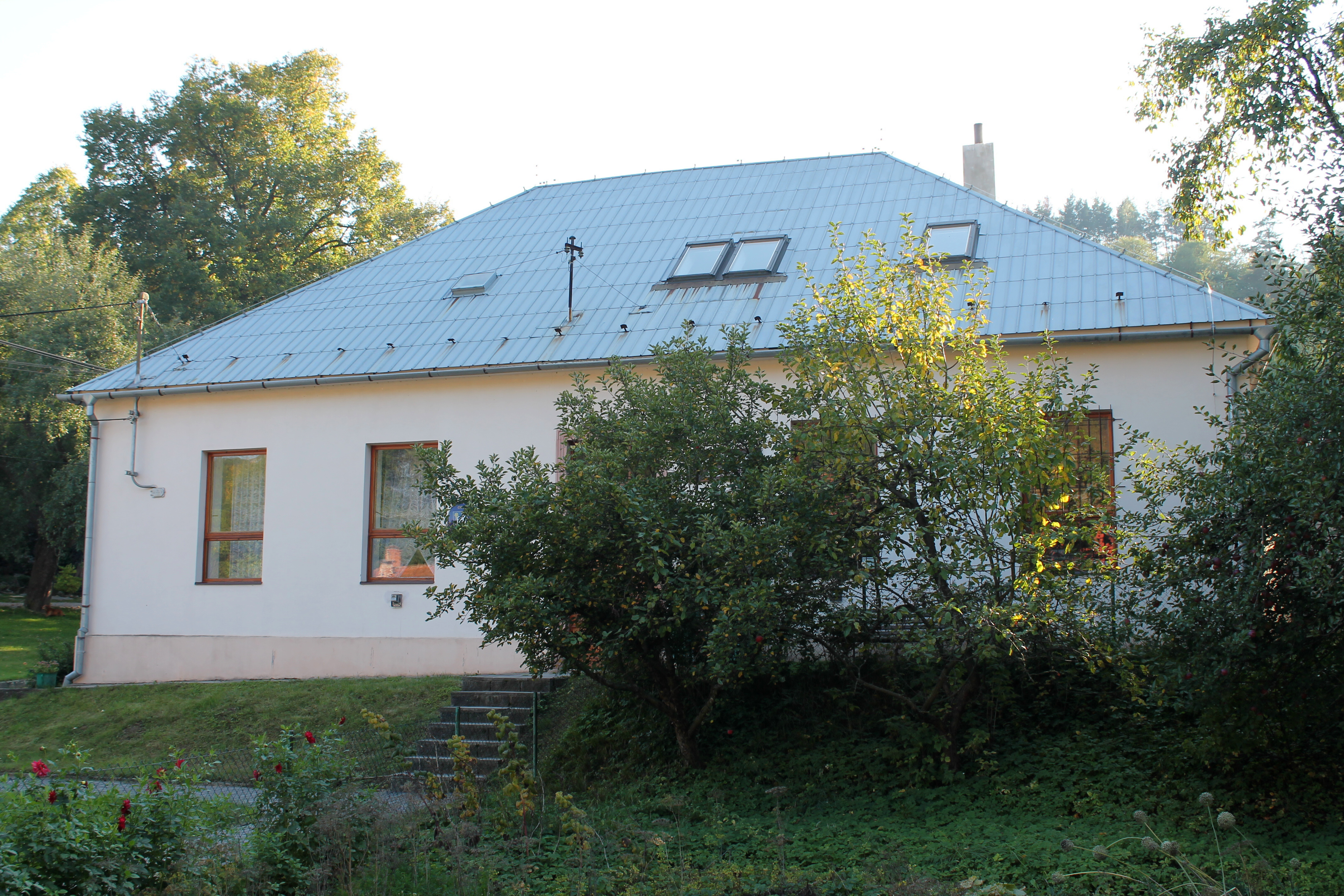
Obecní úřad
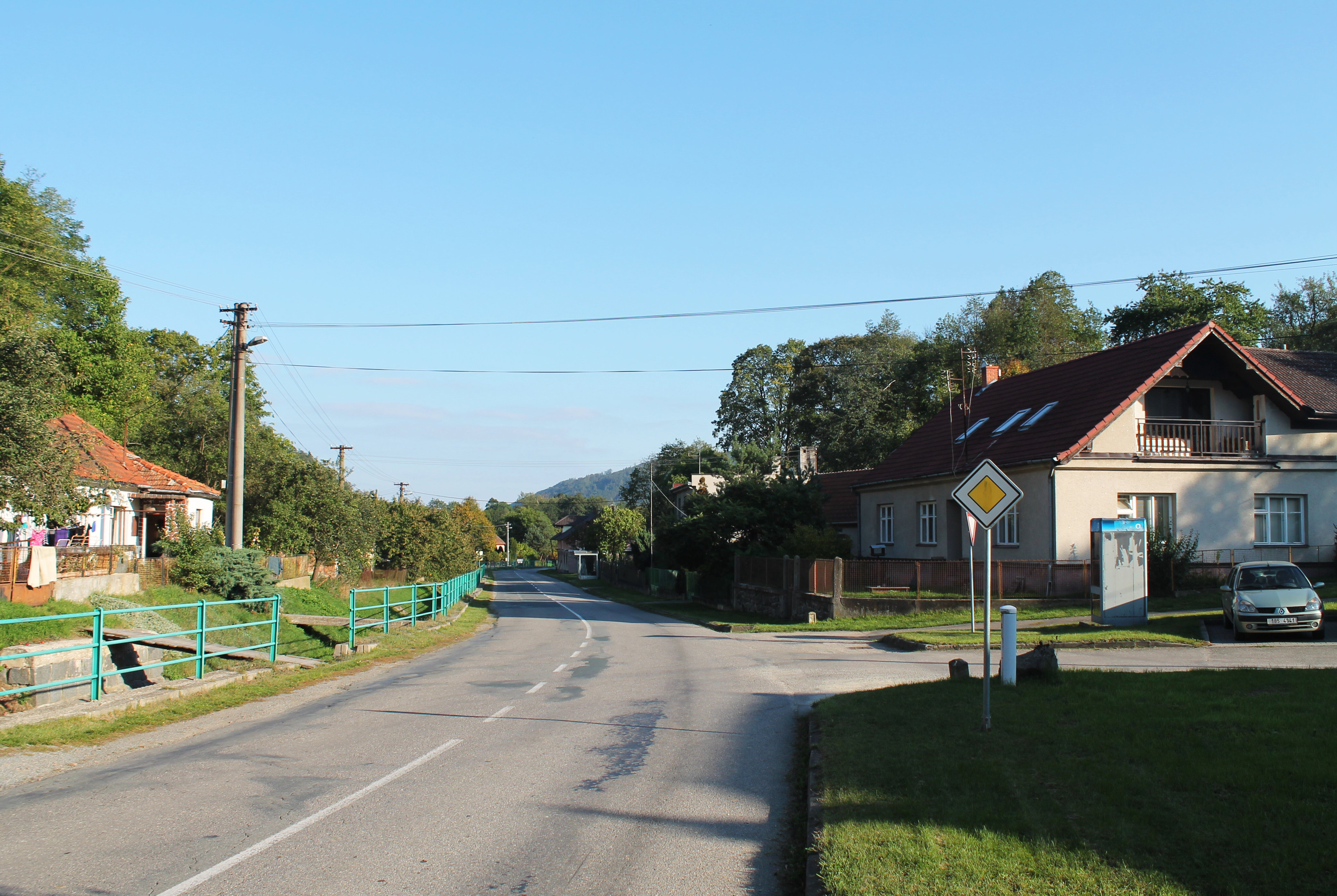
Severní část obce
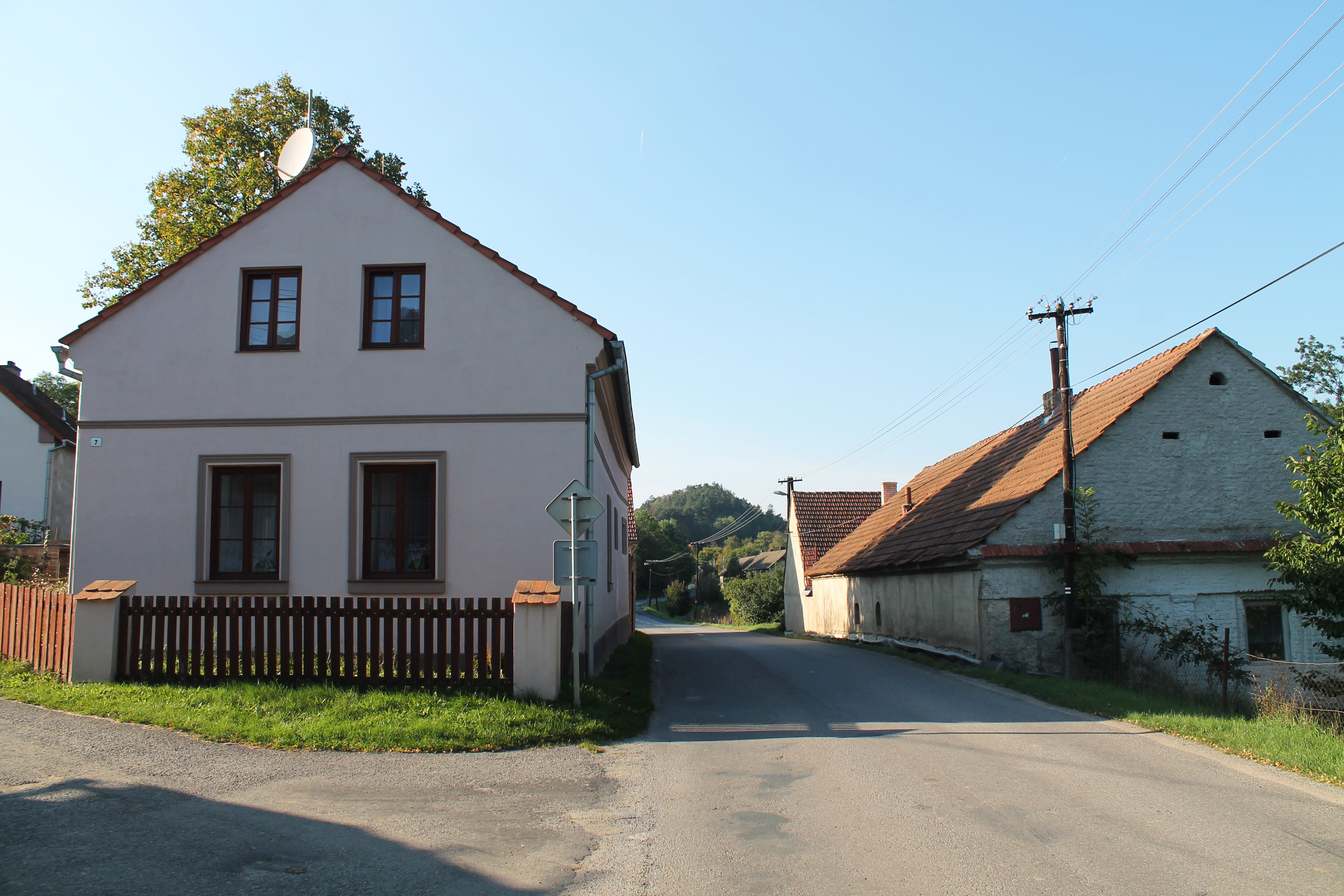
Jižní část obce
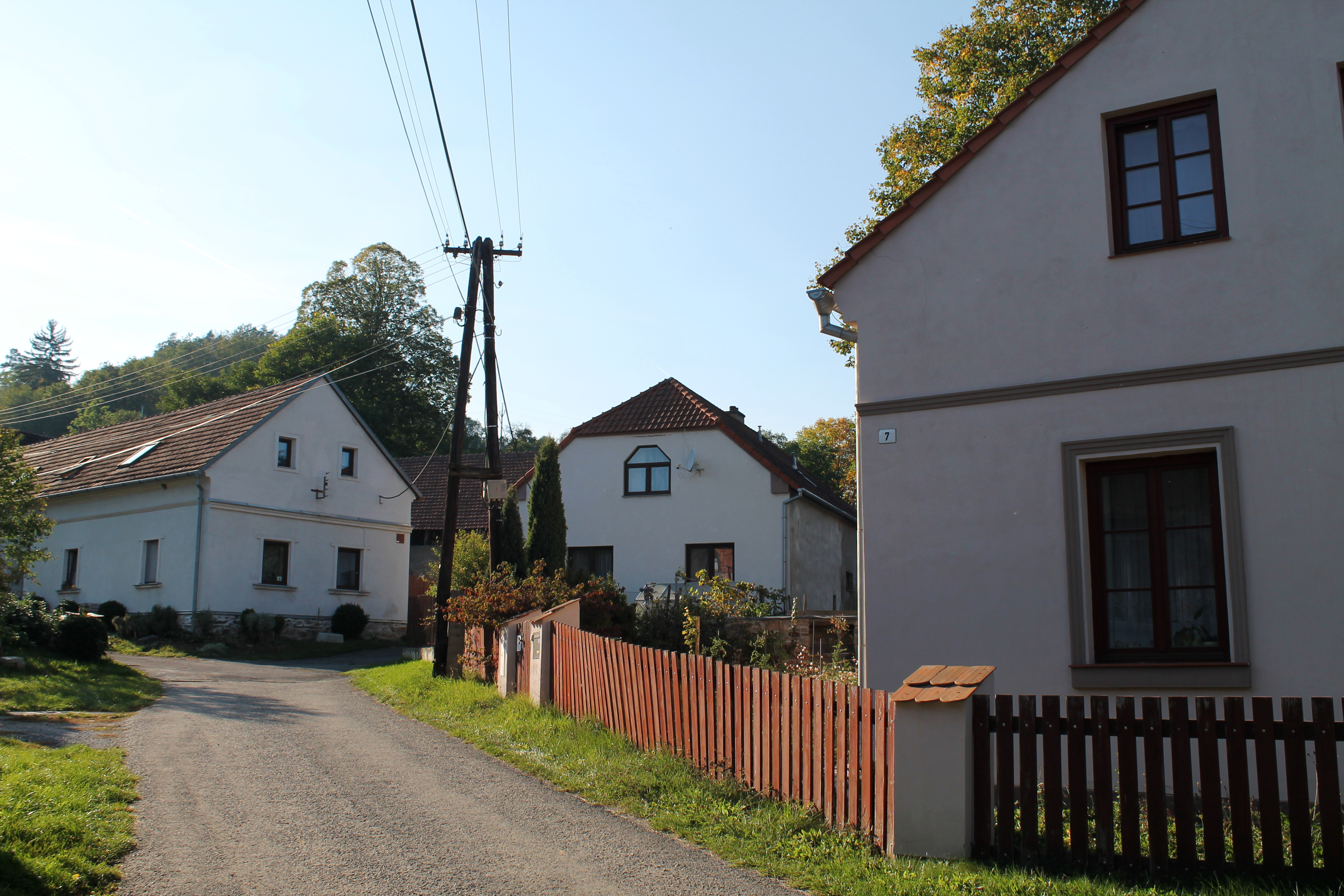
Ulice u kostela
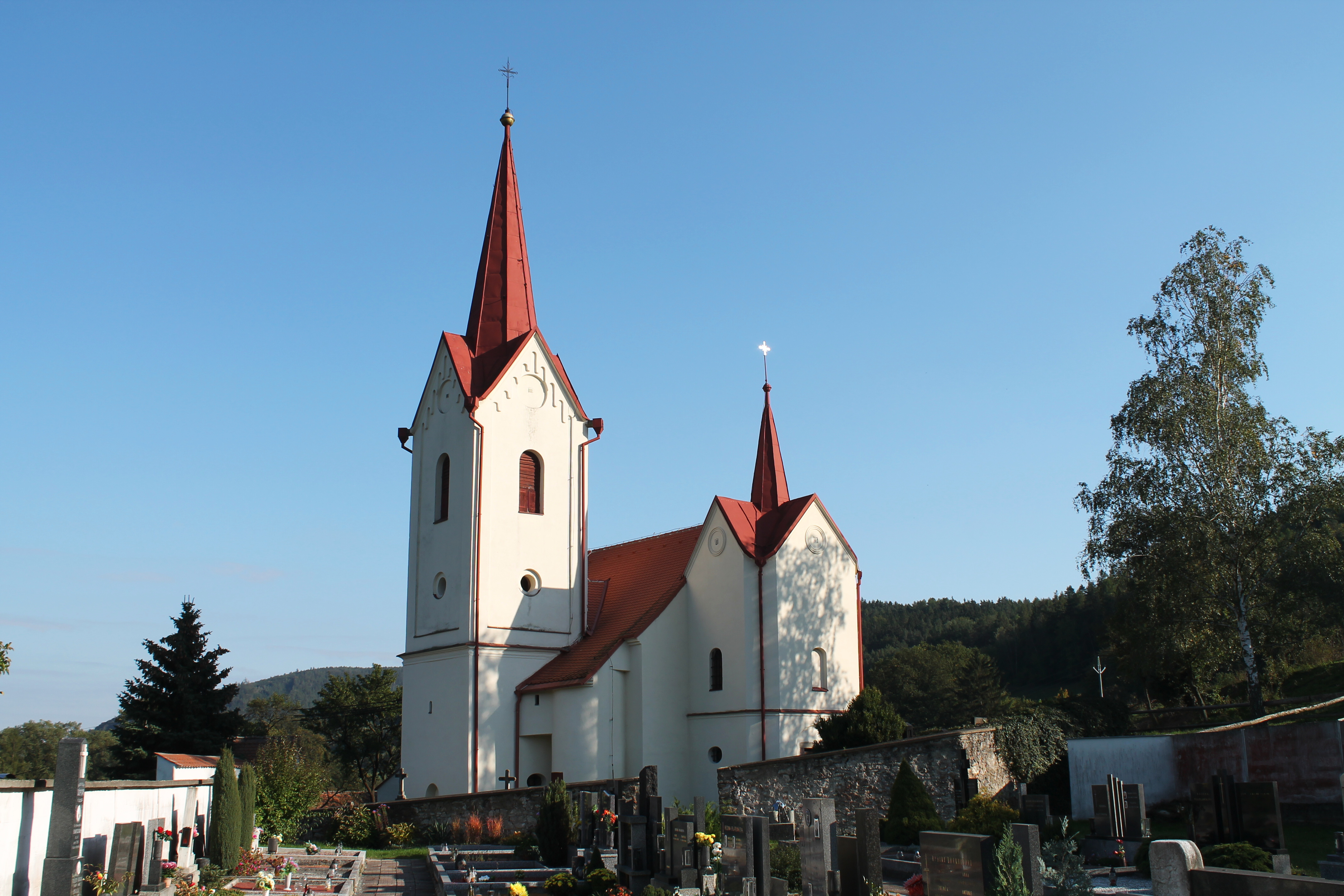
Kostel svatého Jiljí
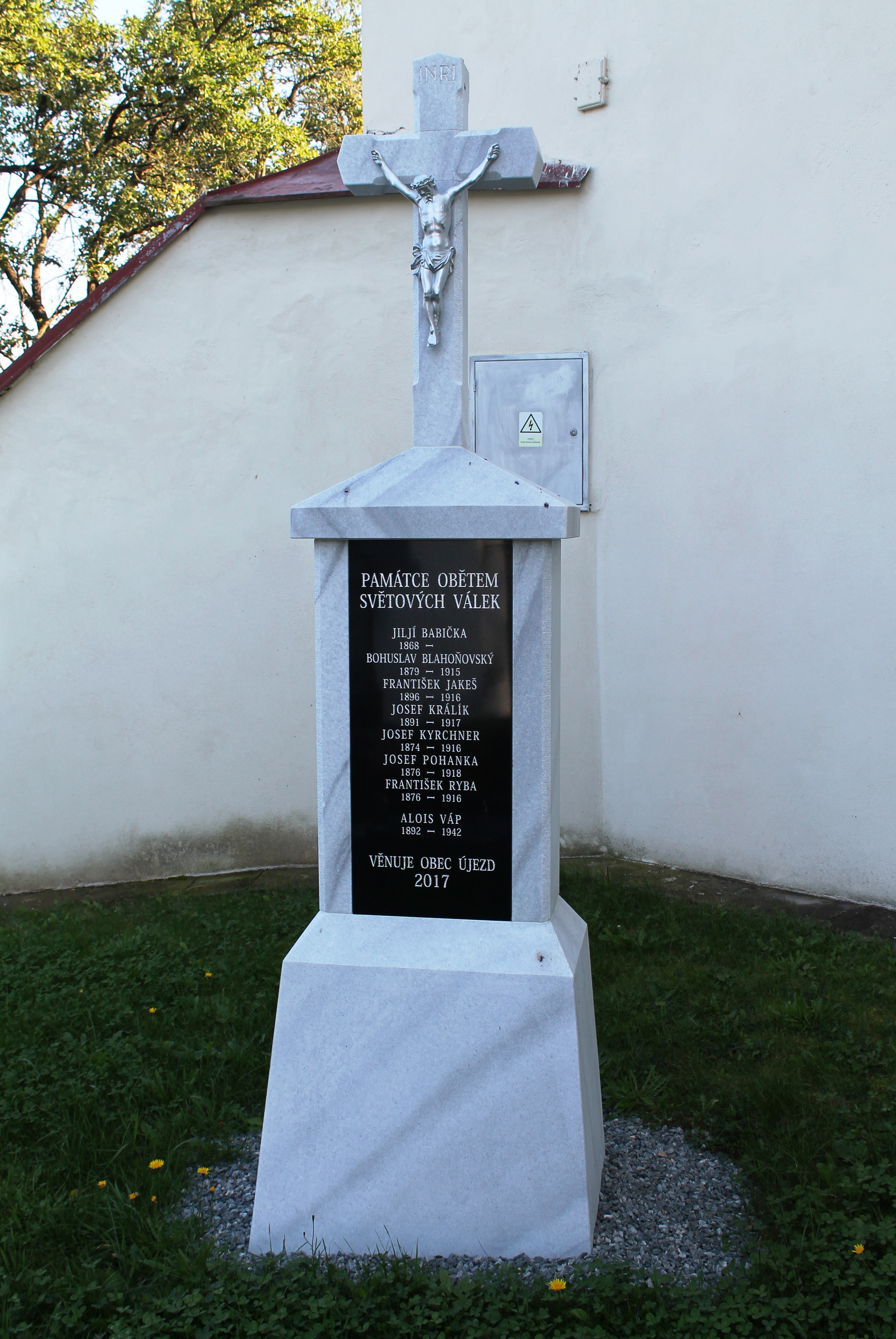
Pomník padlým u kostela
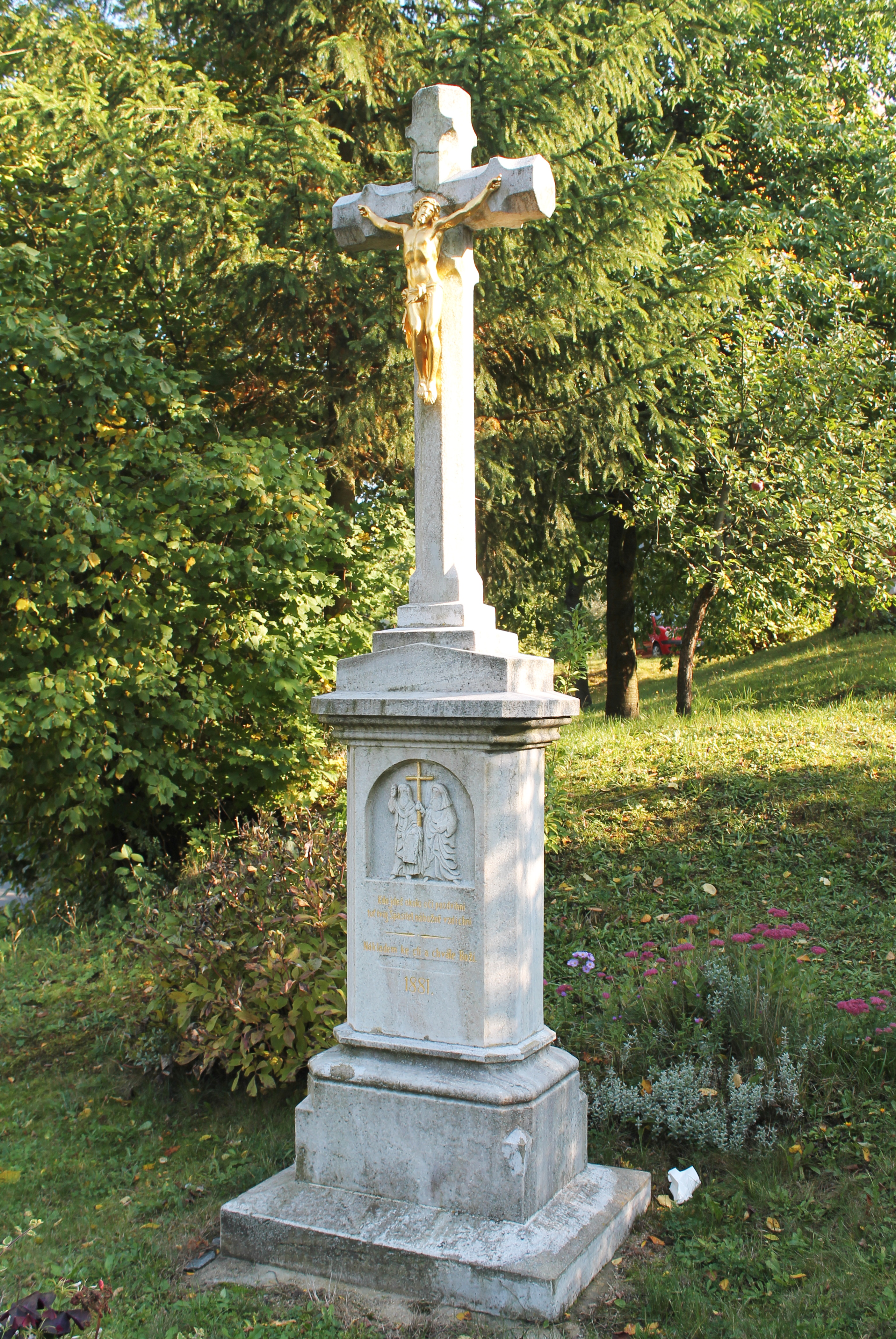
Kříž u cesty ke kostelu
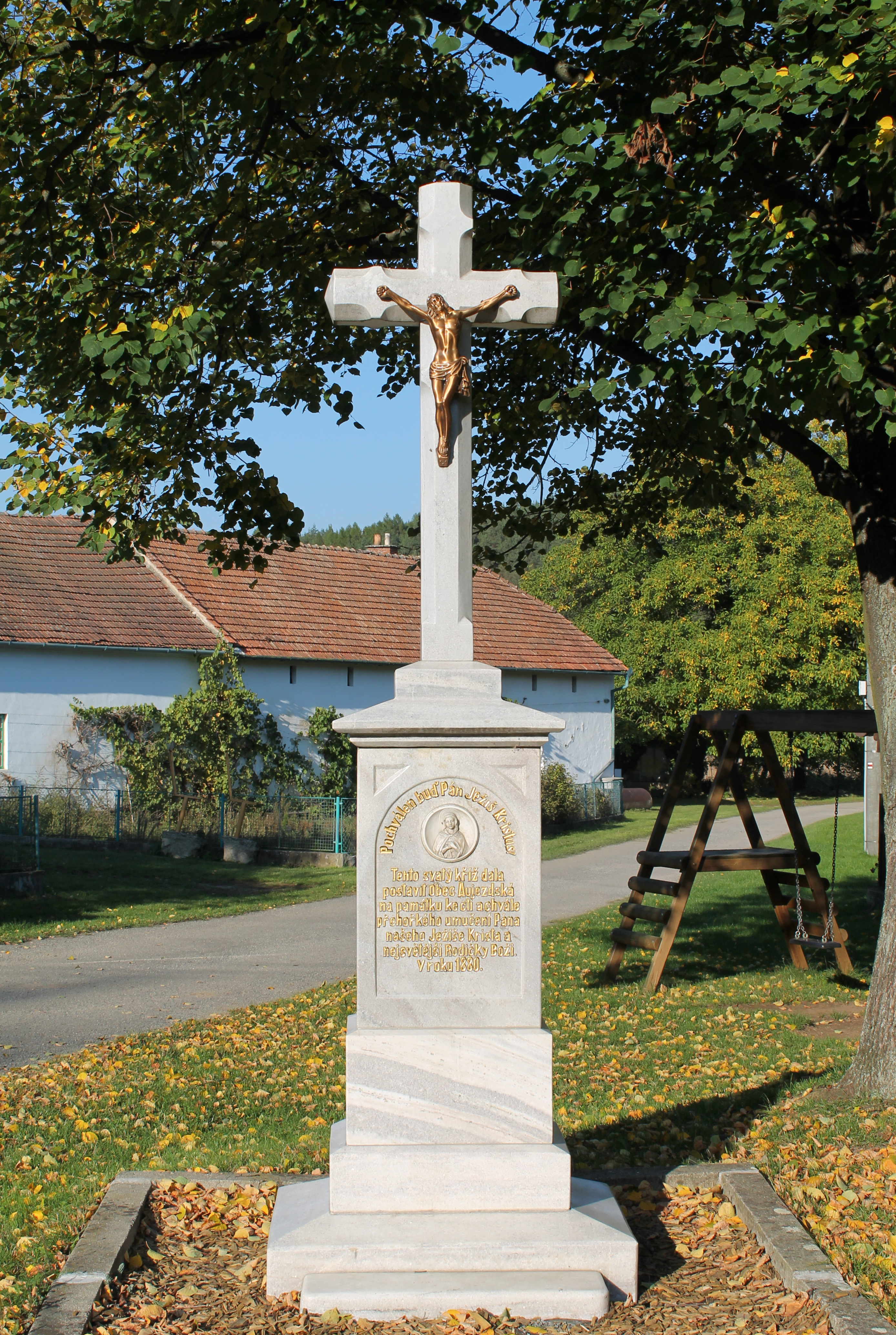
Kříž na návsi
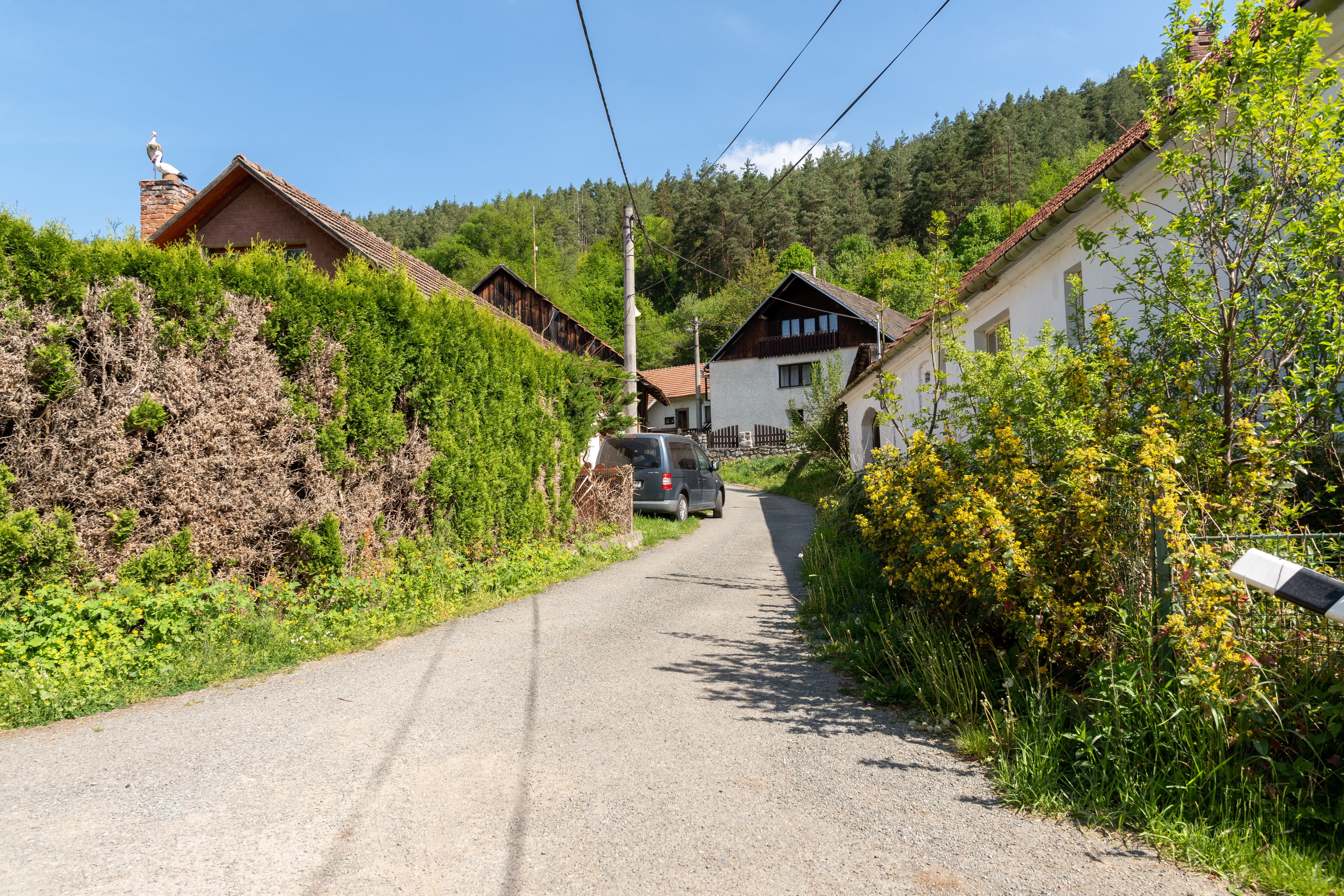
Osada Chytálky patřící pod Újezd u Tišnova
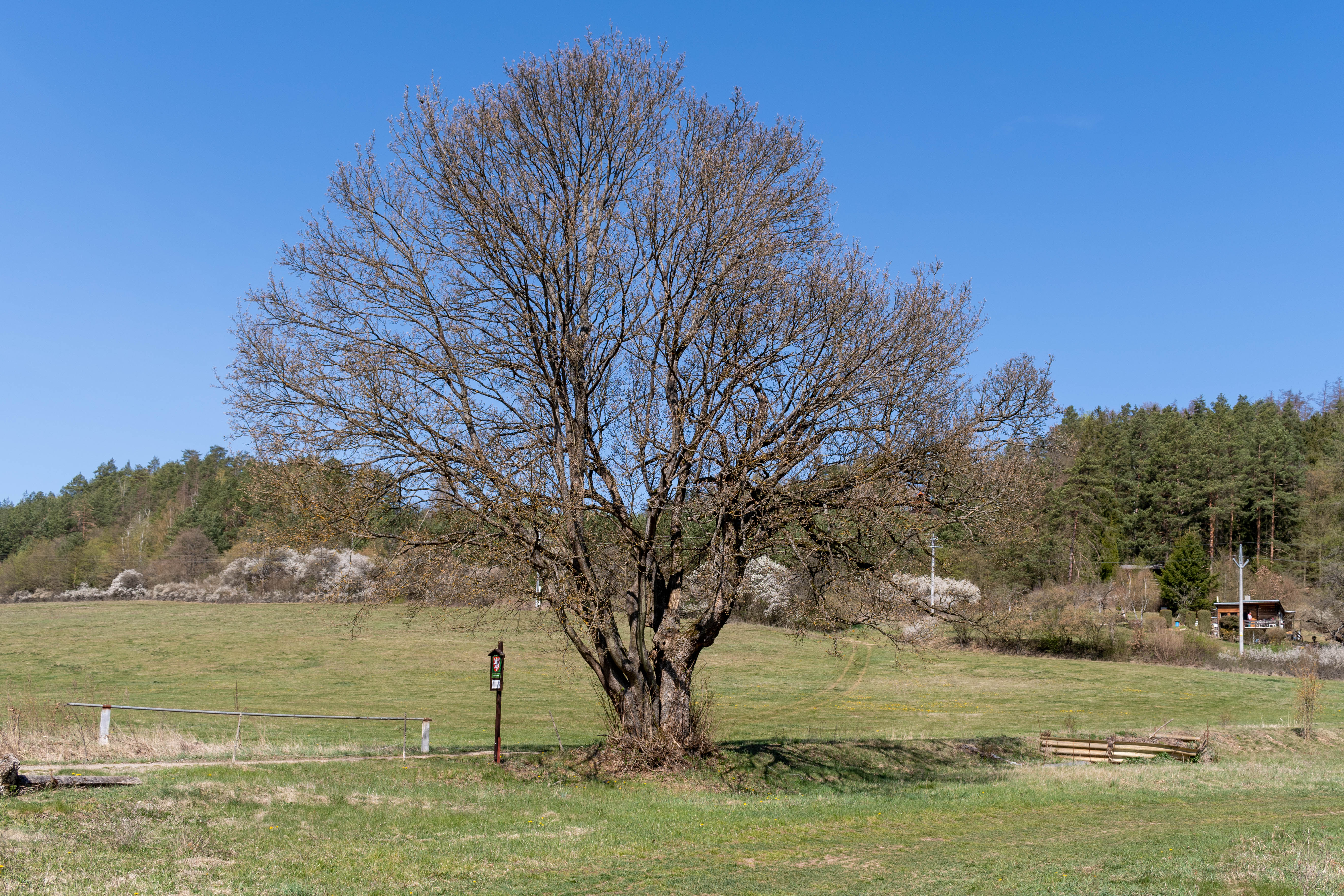
Památný javor babyka u osady Chytálky